# Palais Flangini
Le palais Flangini est un palais de Venise, dans le sestiere de Cannaregio (N.A.252). Il est encadré sur son flanc gauche par la Scuola dei Morti et sur son fanc droite par la Casa Seguso.

## Historique

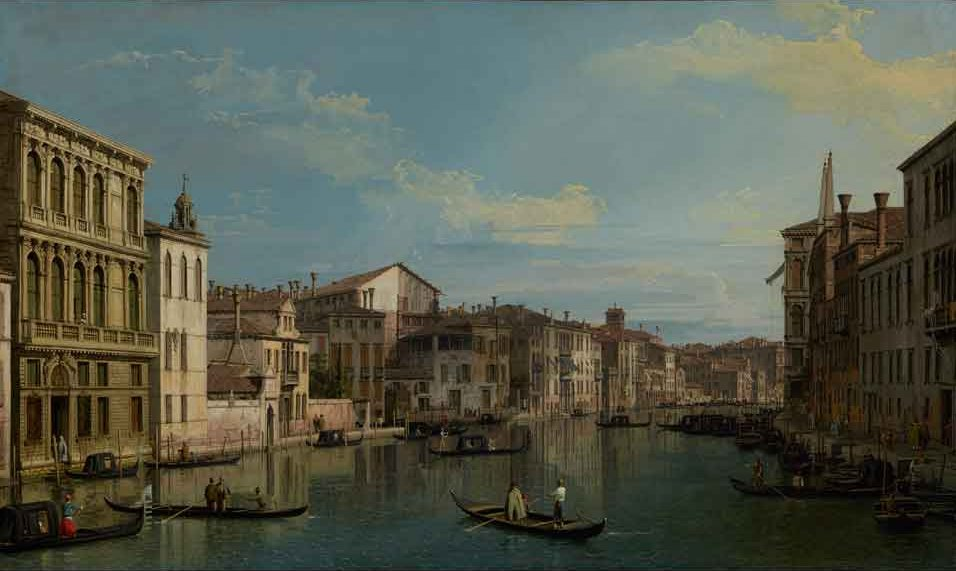
Le Grand Canal à Venise du Palazzo Flangini au Campo San Marcuola
par Canaletto, 1738
Getty Center

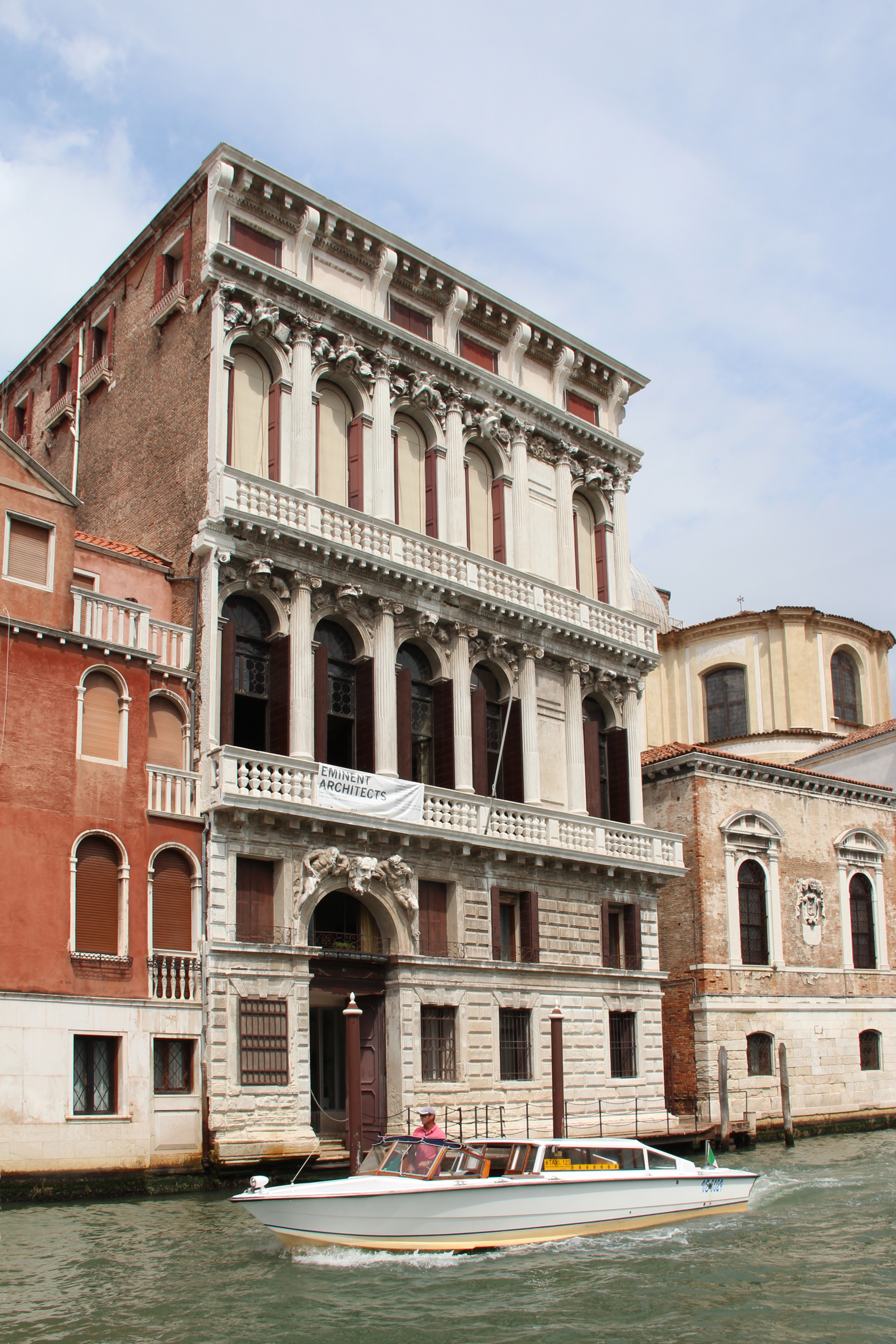
Façade du palais Flangini du côté du Grand Canal.